# الفحيحيل

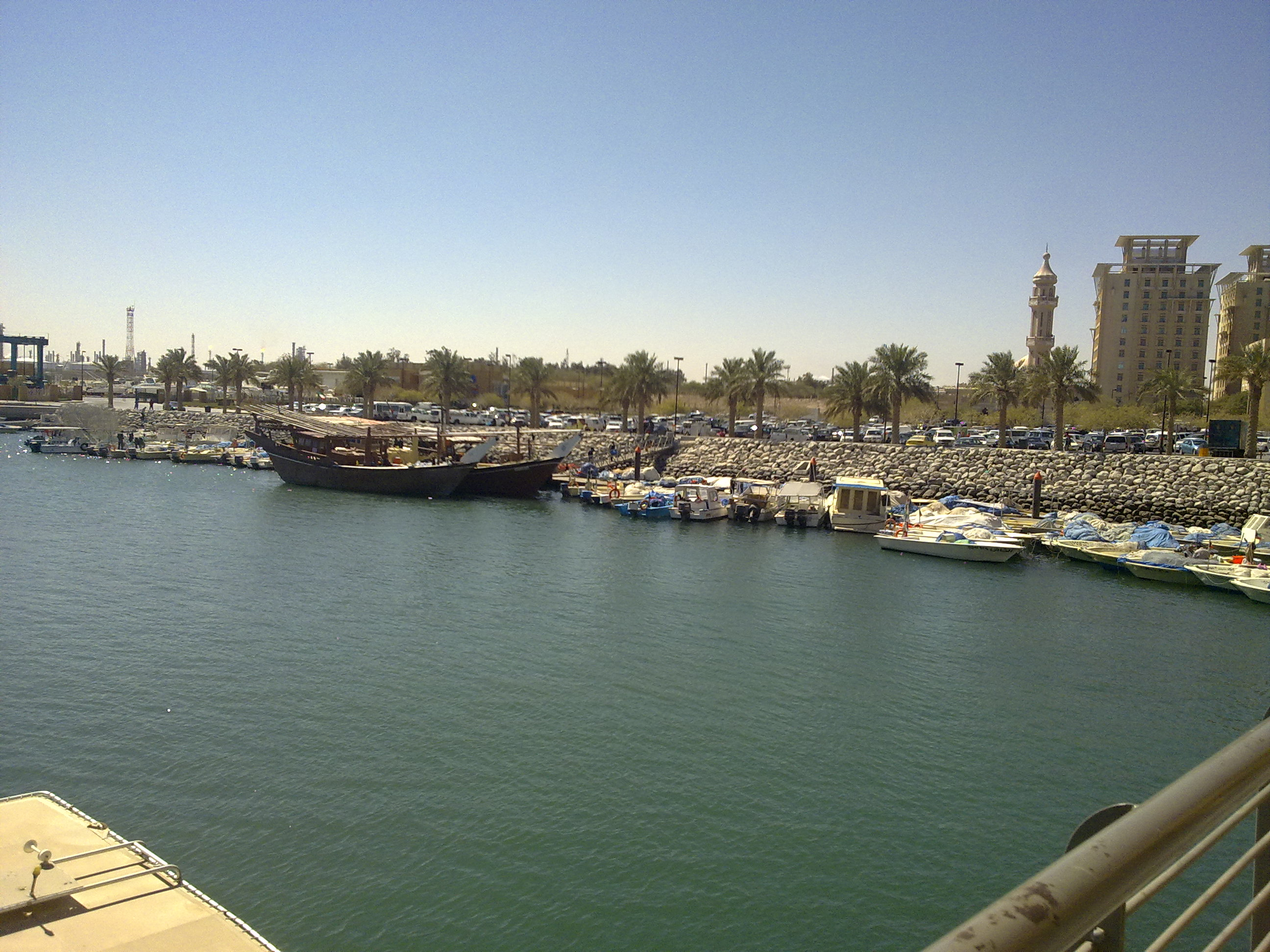
مرسى القوارب

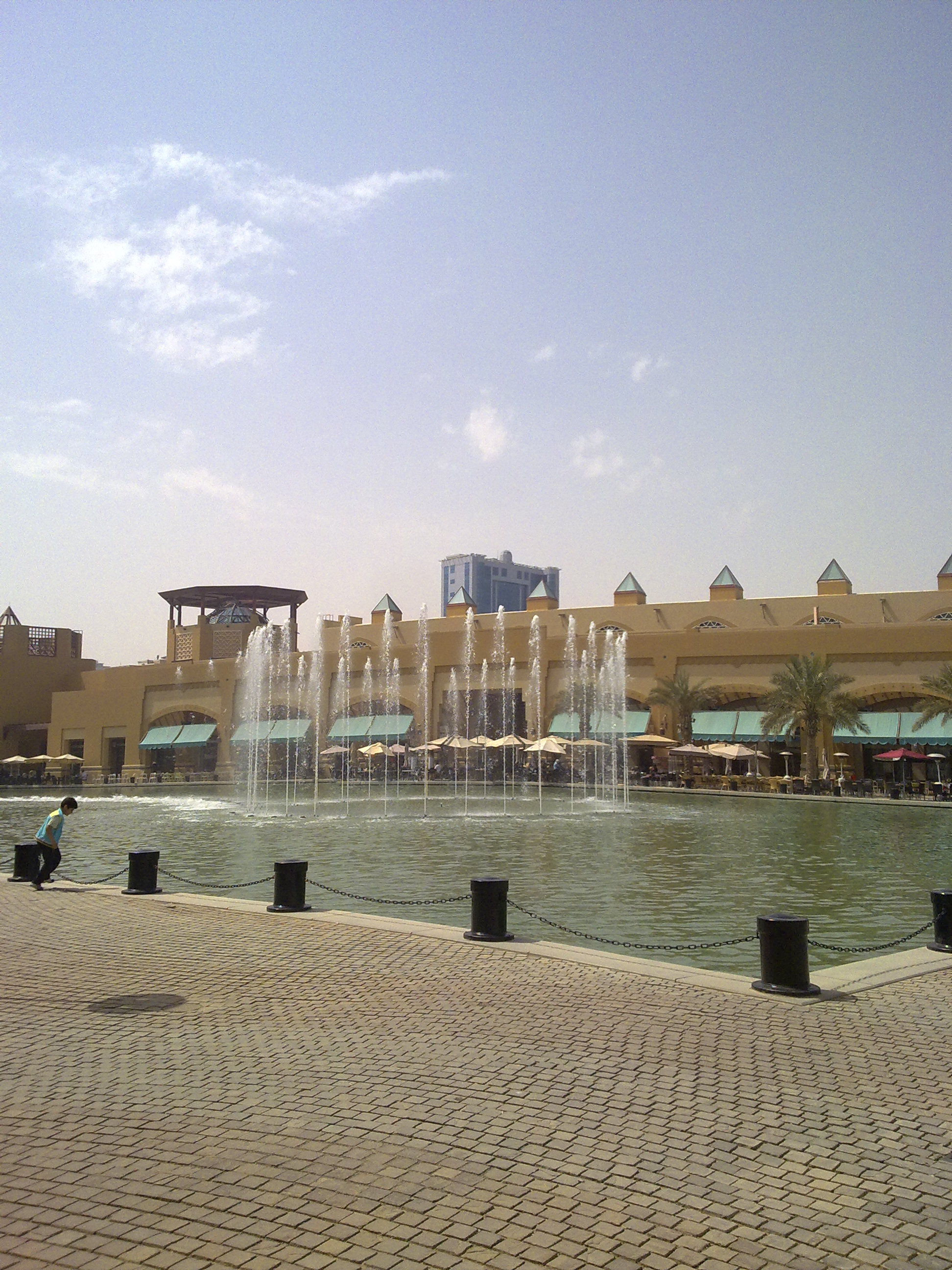
سوق الكوت

الفحيحيل منطقة تقع في محافظة الأحمدي في جنوب الكويت
سميت بذلك نسبة لذكر شجرة النخيل، ويسمى فحل، وفحيحيل هو تصغيراً لهذه الكلمة. تقع على الساحل جنوبي مدينة الكويت بحوالي أربعين كم.

## تاريخ
كانت في الأصل مركزا تجارياً وسوقاً كبيراً لأسماك الخليج،
ولقد كانت الفحيحيل حصناً متقدماً في المنطقة الجنوبية للكويت، وكل من يريد أن يصل إلى مدينة الكويت يمر بالفحيحيل، فكانت تشكل الدرع الأول للكويت، ولهذا فقد بنى الشيخ سالم المبارك الصباح أبان حكمه سورا لهذه القرية يسمى بسور الكويت الثالث.

## المرافق
يوجد فيها العديد من المرافق الهامة مثل المرافق النفطية، والموانئ، وغيرها من المرافق الحيوية، وكذلك العديد من الأسواق الحديثة مثل: سوق الكوت ومجمع اجيال ويال مول والعديد من المجمعات التجارية والسياحيه والمنشر وغيرها، وكذلك العديد من المرافق التعليمية منها الحضانات، ورياض الأطفال، والأبتدائية، المتوسطة، الثانوية العامة والمقررات والدينية.